# Часовня Ксении Блаженной
Часовня Святой Ксении Блаженной — православная часовня в Санкт-Петербурге. Расположена в Василеостровском районе на Смоленском православном кладбище. Открыта ежедневно с 8.00 до 19.00. Приписана к церкви Смоленской иконы Божией Матери. В часовне под спудом (под землей) находятся мощи блаженной Ксении Петербургской.

## История
Ксения Петербургская, умершая в конце XVIII или в начале XIX века, была похоронена на Смоленском кладбище. Люди, почитавшие блаженную Ксению, разбирали землю с её могильного холма. Холм насыпали несколько раз. Позже на месте холма была положена каменная плита, которую также разбирали по камушкам. В третьей четверти XIX века на этом месте была построена маленькая часовня. В 1902 году по проекту архитектора Александра Всеславина была возведена большая каменная часовня в русском стиле. Освящена 12 октября ст. ст. 1902 года.
В сентябре 1940 года часовню закрыли вместе со Смоленской церковью. Тогда же было принято решение снести часовню, однако оно было позже отменено. Во время блокады Ленинграда в часовне находился склад тары из-под горючих жидкостей. В те годы было утеряно большое количество церковных ценностей.
В 1947 году часовня была открыта и, после ремонта, 1 февраля 1947 г. освящена настоятелем Смоленской церкви протоиереем Василием Раевским. 18 ноября 1962 года по решению митрополита Пимена - будущего Патриарха Пимена - и властей она была вновь закрыта и отдана под мастерскую по ремонту обуви, а затем в 1980 г. под скульптурную мастерскую.
Русской Православной Церкви часовня была возвращена только в 1983 году. После проведения реставрационных работ она была вновь освящена 10 августа 1987 года митрополитом Ленинградским и Новгородским Алексием (Ридигером).
В 2003 году над часовней была восстановлена золочёная главка.

## Архитектура
Стены часовни сложены из кирпича, окрашены в светло-зелёный цвет. Каждую сторону фасада украшает группа из трёх арочных остроконечных окон с распорками в виде колонн. Окна украшены витражными иконами. На передней и задней сторонах фасада карниз украшен полукруглым кокошником с мозаичными образами Христа (на задней стороне) и Ксении Петербургской (на передней стороне). Здание завершает чешуйчатый шатёр, увенчанный золочёной луковичной главкой с крестом. Внутри главным украшением часовни является мраморный иконостас с мозаичным образом распятого Христа.

## Фотографии
- Часовня Ксении Петербургской
- Мозаика на часовне Ксении Петербургской
- Плита на часовне Ксении Петербургской
- Часовня Ксении Петербургской (Вид со входа)